# Texas Eagle (Missouri Pacific)
Der Texas Eagle war ein amerikanischer Stromlinien-Passagierzug, der von der Missouri Pacific Railroad und der Texas and Pacific Railway zwischen St. Louis, Missouri und mehreren Zielen im Bundesstaat Texas betrieben wurde. Er verkehrte von 1948 bis 1971. Der Texas Eagle war einer von vielen Zügen, die eingestellt wurden, als Amtrak 1971 den Betrieb aufnahm, obwohl Amtrak 1974 den Dienst über die Missouri Pacific mit dem Passagierzug Inter-American wieder aufnahm. Dieser Zug wurde 1981 in Eagle und 1988 schließlich in Texas Eagle umbenannt.

## Geschichte
Der Name Texas Eagle wurde am 15. August 1948 mit der Umbenennung des Sunshine Special eingeführt. 13 Jahre lang verkehrte der Texas Eagle in zwei getrennten Sektionen, die St. Louis am späten Nachmittag verließen, wobei eine der anderen im Abstand von etwa 10 Minuten folgte. In Longview trennten sich die Routen. Der westtexanische Zugteil fuhr weiter nach Dallas und El Paso, während der südtexanische Zugteil in Palestine geteilt wurde und die Zugteile über Houston nach Galveston sowie nach Austin (Texas) und San Antonio weiterfuhren. Im Jahr 1952 wurde der Zug um Aussichtswagen erweitert. Nach 1961 wurde der Texas Eagle zu einem einzigen, sehr langen Zug zwischen St. Louis und Longview konsolidiert, wo der Zug in mehrere Abschnitte aufgeteilt wurde, die jeweils verschiedene texanische Städte bedienten. Der westtexanische Abschnitt (der West Texas Eagle) des Texas Eagle fuhr von Longview nach Dallas, Fort Worth und El Paso; der südtexanische Abschnitt (South Texas Eagle) bediente Palestine, Austin, San Antonio und Laredo. Ein dritter Abschnitt des Texas Eagle trennte sich in Palestine vom Hauptzug und bediente Houston.
Während der Texas Eagle an seinem nördlichen Ende St. Louis bediente, hatte er auch dort einen anderen Abschnitt, der sich bei Little Rock abspaltete und nach Osten in Richtung Memphis führte.
Am 12. Dezember 1948, wenige Monate nach seiner Gründung, beförderte der Texas Eagle durchgehende Schlafwagen der Pennsylvania Railroad (PRR) nach Texas und ermöglichte so eine Fahrt mit einem Sitzplatz von Washington, D.C. und New York City nach Texas. Der Durchgangsschlafwagenbetrieb endete am 30. Juni 1961, aber es war weiterhin möglich, in St. Louis zwischen den beiden Zügen umzusteigen.

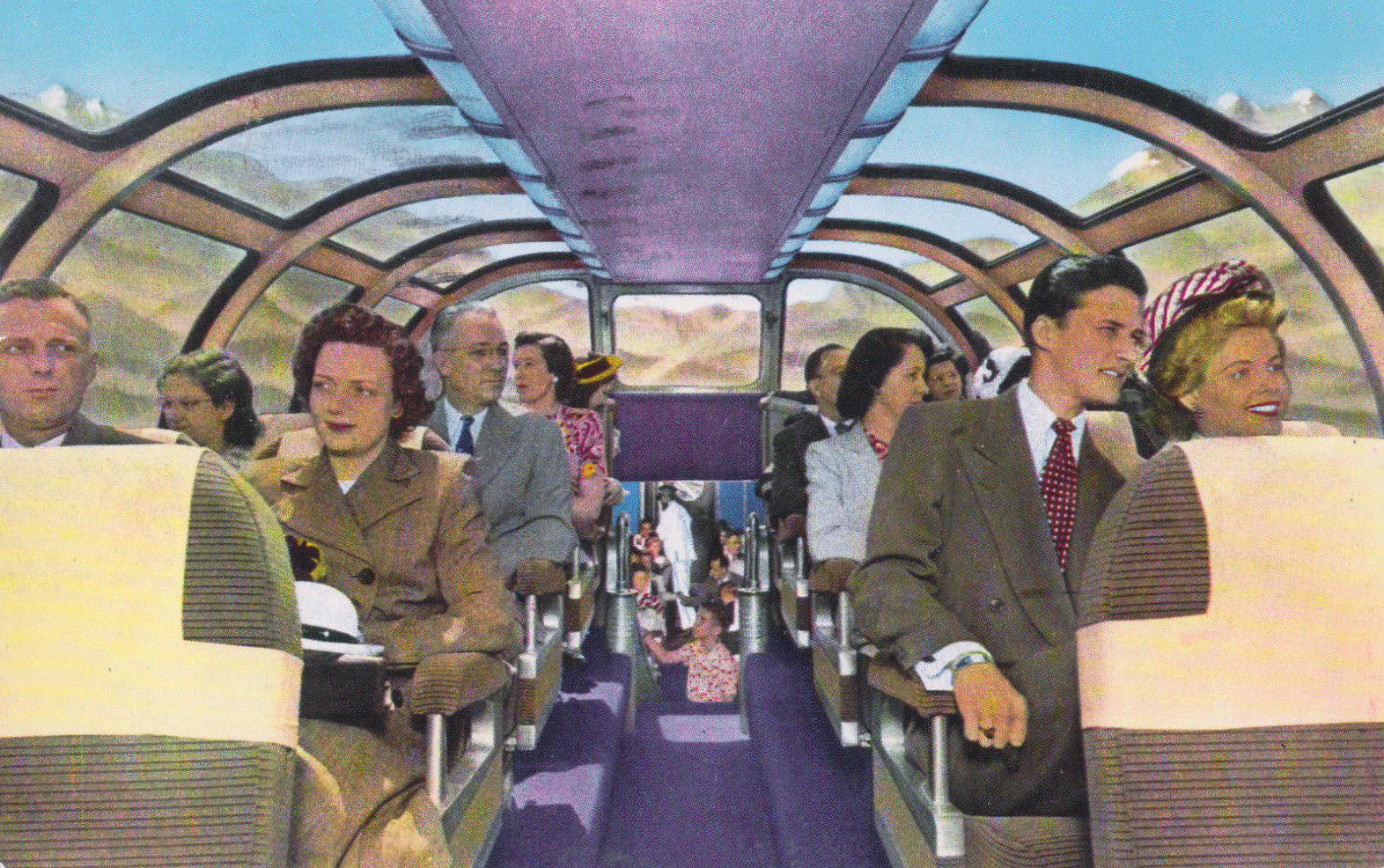
Ansichtskartenfoto des Aussichtswagens der Missouri Pacific Railroad (Poststempel 17. Juli 1961)

Der westliche Abschnitt wurde am 31. Mai 1969 eingestellt, so dass nur noch die Strecke San Antonio–St. Louis bedient wurde. Die Missouri Pacific stellte das verbleibende innerstaatliche Segment des Texas Eagle am 22. September 1970 ein. Die Missouri Pacific umging die Interstate Commerce Commission, indem sie (gegenüber der Railroad Commission of Texas) argumentierte, dass der Texas Eagle kein interstaatlicher Zug war, sondern vielmehr drei innerstaatliche Züge: einen, der von San Antonio nach Texarkana (der Metropolregion aus den Zwillingsstädten Texarkana (Texas) und Texarkana (Arkansas)) fuhr, einen weiteren, der von Texarkana zur Grenze von Missouri fuhr und einen dritten, der von der Grenze von Missouri nach St. Louis fuhr. Die Texas Railroad Commission akzeptierte dieses Argument und erlaubte der Missouri Pacific, den texanischen Teil des Texas Eagle zu beenden. Das Urteil der Texas Railroad Commission wurde weniger als einen Monat vor der Unterzeichnung des Railpax-Gesetzes durch Präsident Nixon gefällt, das ein Moratorium für die Einstellung von Personenzügen in Erwartung der Inbetriebnahme von Amtrak vorsah. Der Abschnitt St. Louis–Texarkana des Texas Eagle verkehrte noch bis zur Einführung von Amtrak am 1. Mai 1971, als er eingestellt wurde.
Von Anfang an, bis in die 1950er Jahre, verfügte der South Texas Eagle über Wagen, die über Laredo hinaus weiterfuhren. Dort bestand eine Verbindung zum Aztec Eagle von Nuevo Laredo in Mexiko nach Mexiko-Stadt, der von der mexikanischen Ferrocarriles Nacionales de México betrieben wurde. Ebenso gab es durchgehende Pullman-Schlafwagen, die nach Mexiko-Stadt weiterfuhren.

## Beispielzüge
In der Dezember-Ausgabe 1952 des Official Guide of the Railways wurde für einen südwärts fahrenden Texas Eagle folgendes aufgeführt:
| Type                                                | Ausführung                                                      | Strecke                    | Anmerkungen                                                                  |
| --------------------------------------------------- | --------------------------------------------------------------- | -------------------------- | ---------------------------------------------------------------------------- |
| No. 1: St. Louis – Fort Worth – El Paso             |                                                                 |                            |                                                                              |
| Schlafwagen                                         | 14 Schlafwagenabteile, 1 Salonwagen, 2 Doppelbett-Einzelabteile | St. Louis – Fort Worth     |                                                                              |
| Schlafwagen                                         | 14 Schlafwagenabteile, 4 Doppelbett-Einzelabteile               | New York – El Paso         | Beförderung New York – St. Louis mit der Pennsylvania Railroad               |
| Schlafwagen                                         | 14 Schlafwagenabteile, 4 Doppelbett-Einzelabteile               | Washington – Fort Worth    | Beförderung Washington – St. Louis mit der Baltimore and Ohio Railroad       |
| Schlafwagen                                         | 14 Schlafwagenabteile, 4 Doppelbett-Einzelabteile               | Memphis – Fort Worth       | Beförderung Memphis – Little Rock mit No. 201                                |
| Schlafwagen                                         | Schlafwagen- und Einzelabteile                                  | Dallas – Los Angeles       | Beförderung El Paso – Los Angeles mit der Southern Pacific Transportation    |
| Lounge                                              | 5 Einzelabteile                                                 | St. Louis – Fort Worth     |                                                                              |
| Speisewagen                                         |                                                                 | St. Louis – Fort Worth     |                                                                              |
| Gepäckwagen                                         |                                                                 | St. Louis – El Paso        |                                                                              |
| Gepäckwagen                                         |                                                                 | St. Louis – Fort Worth     | Aussichtswagen                                                               |
| Gepäckwagen                                         |                                                                 | Memphis – Fort Worth       | Beförderung Memphis – Little Rock mit No. 201                                |
| Type                                                | Ausführung                                                      | Strecke                    | Anmerkungen                                                                  |
| No. 21: St. Louis – Palestine – Houston/San Antonio |                                                                 |                            |                                                                              |
| Schlafwagen                                         | 14 Schlafwagenabteile, 1 Salonwagen, 2 Doppelbett-Einzelabteile | St. Louis – Galveston      |                                                                              |
| Schlafwagen                                         | 14 Schlafwagenabteile, 4 Doppelbett-Einzelabteile               | Memphis – Houston          | Durchgeführt Memphis – Little Rock von der No. 201                           |
| Schlafwagen                                         | 10 Schlafwagenabteile, 6 Doppelbett-Einzelabteile               | Washington – Houston       | Beförderung Washington – St. Louis mit der Pennsylvania Railroad             |
| Schlafwagen                                         | 10 Schlafwagenabteile, 4 Doppelbett-Einzelabteile               | New York – Houston         | Beförderung New York – St. Louis mit der Pennsylvania Railroad               |
| Schlafwagen                                         | 10 Schlafwagenabteile, 6 Doppelbett-Einzelabteile               | New York – San Antonio     | Beförderung New York – St. Louis mit der Pennsylvania Railroad               |
| Schlafwagen                                         | 14 Schlafwagenabteile, 4 Doppelbett-Einzelabteile               | St. Louis – San Antonio    |                                                                              |
| Schlafwagen                                         | 14 Schlafwagenabteile, 4 Doppelbett-Einzelabteile               | St. Louis – San Antonio    |                                                                              |
| Speisewagen                                         |                                                                 | St. Louis – Houston        |                                                                              |
| Speisewagen                                         |                                                                 | St. Louis – San Antonio    |                                                                              |
| Gepäckwagen                                         |                                                                 | St. Louis – Houston        |                                                                              |
| Gepäckwagen                                         |                                                                 | St. Louis – Corpus Christi | Beförderung Houston – Odem mit der No. 11; Odem – Corpus Christi mit No. 205 |
| Gepäckwagen                                         |                                                                 | St. Louis – San Antonio    | Aussichtswagen                                                               |
| Gepäckwagen                                         |                                                                 | St. Louis – San Antonio    |                                                                              |
| Gepäckwagen                                         |                                                                 | St. Louis – San Antonio    |                                                                              |
| Gepäckwagen                                         |                                                                 | St. Louis – San Antonio    |                                                                              |
| Gepäckwagen                                         |                                                                 | Houston – Galveston        |                                                                              |
| Type                                                | Ausführung                                                      | Strecke                    | Anmerkungen                                                                  |
| No. 201: Memphis – Little Rock                      |                                                                 |                            |                                                                              |
| Schlafwagen                                         | 14 Schlafwagenabteile, 4 Doppelbett-Einzelabteile               | Memphis – Fort Worth       | Beförderung Little Rock – Fort Worth mit No. 1                               |
| Schlafwagen                                         | 14 Schlafwagenabteile, 4 Doppelbett-Einzelabteile               | Memphis – Houston          | Beförderung Little Rock – Houston mit No. 21                                 |
| Gepäckwagen                                         |                                                                 | Memphis – Little Rock      |                                                                              |
| Gepäckwagen                                         |                                                                 | Memphis – Fort Worth       | Beförderung Little Rock – Fort Worth mit No. 1                               |